# Sally Shapiro
Sally Shapiro è un gruppo musicale svedese composto dalla cantante Sally Shapiro (il cui vero nome è però ignoto) e il compositore Johan Agebjörn.
La loro musica, spesso classificata come italo disco e indie pop, è un nostalgico e malinconico tributo a stili perlopiù diffusi negli anni ottanta, quali il dance pop e il synth pop. Fra i particolari più caratteristici del loro stile vi è la voce delicata della cantante.

## Formazione
- Sally Shapiro – voce
- Johan Agebjörn – produzione

## Discografia parziale

### Album in studio
- 2006 – Disco Romance
- 2009 – My Guilty Pleasure
- 2013 – Somewhere Else
- 2022 – Sad Cities
- 2025 – Ready to Live a Lie

### Album di remix
- 2008 – Remix Romance Vol. 1
- 2008 – Remix Romance Vol. 2
- 2010 – My Guilty Pleasure - Remixes
- 2013 – Elsewhere
- 2013 – Sweetened

### Compilation
- 2016 – The Collection